# Manuel Gomes de Lima Bezerra
Manuel Gomes de Lima Bezerra (Santa Marinha de Arcozelo, de Ponte de Lima, 4 de Janeiro de 1727- Casa de Fornelos, Ponte de Lima, 6 de Março de 1806), foi um médico e escritor português.
Era ﬁlho de João Gomes de Lima e Rosa da Silva Bezerra, ﬁlha natural de Manuel Gomes de Mesquita, senhor da Torre de São Gil de Perre (Concelho de Viana do Castelo).

## Obras
- Receptuario Lusitano (1749)
- O Practicante do Hospital Convencido (1756)
- Memorias Chronologicas e Criticas para a Historia da Cirurgia Moderna (1762)
- Memorias Chronologicas e Criticas para a Historia da Cirurgia (1779)
- Os Estrangeiros no Lima (1785)[1]